# Saint-Ouen-sous-Bailly

Saint-Ouen-sous-Bailly este o comună în departamentul Seine-Maritime, Franța. În 1 ianuarie 2022 avea o populație de 225 de locuitori.